# Alvin Saunders
Pour les articles homonymes, voir Saunders.
Alvin Saunders, né le 12 juillet 1817 et mort le 1er novembre 1899, est un homme politique républicain américain. Il est gouverneur du territoire du Nebraska entre 1861 et 1867.

## Sources
- (en) Cet article est partiellement ou en totalité issu de l’article de Wikipédia en anglais intitulé « Alvin Saunders » (voir la liste des auteurs).